# Острова Королевской компании
Острова Королевской компании (англ. The Royal Company's Islands) — группа островов-призраков в юго-восточной части Индийского океана, о существовании которых к юго-западу от Тасмании сообщали некоторые исследователи. 

## История островов
Впервые об этих островах стало известно до 1840 года, но кто именно сообщил об их открытии — не установлено. Многие старые карты показывали их расположенными под 50°20′ ю. ш. 140°00′ в. д. или 52°20′ ю. ш. 143°00′ в. д..
Существование островов было опровергнуто ещё в 1840 году американской экспедицией 1838–1842 гг. .

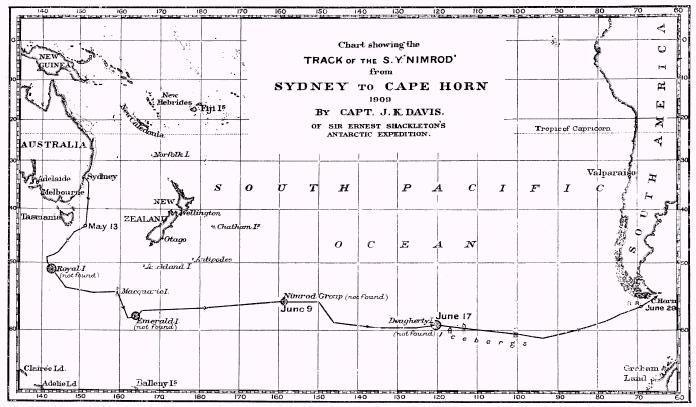
Поиск островов Королевской компании и других островов-призраков в 1909 году на «Нимроде»

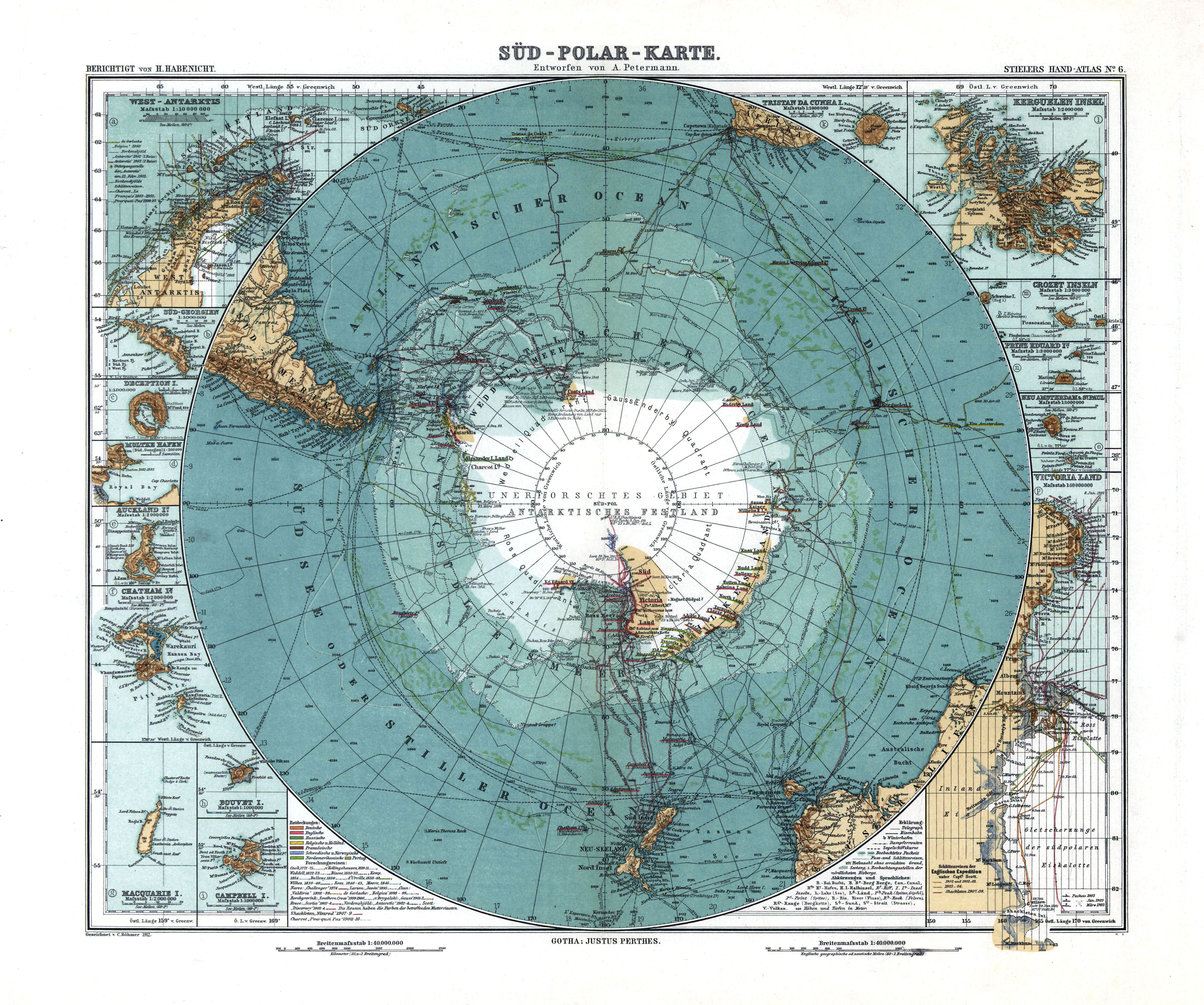
Немецкая карта 1912 года, показывающая острова Королевской компании к юго-западу от Тасмании

С 1889 по 1902 годы несколько кораблей, прошедших поблизости предполагаемого расположения островов, не зафиксировали какие-либо признаки суши, и в 1904 году 
Гидрографический департамент Великобритании, наконец, решил удалить их со всех адмиралтейских карт .
Дальнейшие поиски островов на «Нимроде» в 1909 году и  «Авроре» в 1912 году ничего не дали .